# Eberhard Friedrich Hehl
Eberhard Friedrich Hehl (* 14. Oktober 1765 in Tübingen; † 19. September 1847 ebenda) war ein württembergischer Jurist und Privatgelehrter.

## Leben und Wirken
Eberhard Friedrich Hehl wurde am 14. Oktober 1765 in Tübingen als Sohn des Stadt- und Amtsschreibers Johann Georg Hehl (1715–1800) geboren. An den Universitäten Tübingen und Erlangen studierte er Rechtswissenschaft und wurde bereits 1786 in Erlangen promoviert (Dissertatio Inauguralis Iuridica Sistens Observationes Ex Iure Matrimoniali, Speciatim Secundum Leges Onoldinas). Nach zweijähriger Tätigkeit als Advokat am Hofgericht in Tübingen arbeitete er ab 1788 als Hofmeister im Dienst adliger Familien, so von 1795 bis 1806 beim Fürsten von Hohenlohe-Kirchberg. 1806 kehrte er nach Tübingen zurück. Dort betätigte er sich teils als Sprachlehrer und Übersetzer, teils als Privatgelehrter, vor allem auf dem Gebiet der Geschichte und des Militärwesens sowie der Botanik. Einige Zeit war er Mitarbeiter an der im Cotta-Verlag erschienenen Zeitschrift „Europäische Annalen“. 1819 wurde er Vertreter der Stadt Tübingen in der württembergischen Ständeversammlung und ständischer Vertreter in den Staatsgerichtshof. Die Übernahme weiterer Ämter lehnte er jedoch ab.
1829 erwarb Hehl für sich und seine Familie ein von dem Bauinspektor Christian Friedrich Roth (1787–1855) entworfenes neues Haus in der Tübinger Neckarhalde 32, das heute im Besitz der evangelischen Kirche ist.
Als gedruckte Veröffentlichung Hehls ist sein 1790 erschienener Almanach „Historisches Handbuch auf alle Tage im Jahre“ zu erwähnen. Es ähnelt den mehrmals von David Christoph Seybold veröffentlichten Almanachen. Im Handschriftenbestand der Universitätsbibliothek Tübingen befinden sich darüber hinaus fast 300 Bände seiner jahrzehntelangen Beschäftigung mit historischen und militärischen Ereignissen der Weltgeschichte und Gegenwart, die sich aus minutiösen Fakten- und Exzerptensammlungen zusammensetzen, viele davon sind mit Zeichnungen illustriert. Auch Tagebücher und Aufzeichnungen über zeitgeschichtliche Ereignisse gehören dazu.
Eberhard Friedrich Hehl war verheiratet mit Christiane Friederike geb. Hehl (1777–1854), der Tochter seines Halbbruders. Der berühmte Geologe Friedrich August Quenstedt war nacheinander mit drei Töchtern Hehls verheiratet.

## Veröffentlichung
- Historisches Handbuch auf alle Tage im Jahre, hauptsächlich den Jünglingen gewidmet, Cotta, Tübingen 1790.